# Rhinolophus maclaudi
Rhinolophus maclaudi là một loài động vật có vú trong họ Dơi lá mũi, bộ Dơi. Loài này được Pousargues mô tả năm 1897.